# Paruresis
Paruresis of plasangst is de onmogelijkheid of de grote moeilijkheid te urineren in de (echte of vermeende) aanwezigheid van anderen, zoals in een publiek toilet. Volgens sommige onderzoeken zou ongeveer 6% van de bevolking eraan lijden. Het komt meer voor bij mannen, waarschijnlijk omwille van de sociale gewoonten die bij hen gebruikelijk zijn. Plasangst wordt doorgaans geclassificeerd als specifieke fobie, maar kan ook voorkomen als symptoom van een sociale angststoornis.
Het is meer dan een gewone gêne of een verlangen naar privacy, en kan daardoor ongemak veroorzaken. De onmogelijkheid te urineren, hoewel psychologisch van oorzaak, is fysisch, en de patiënt heeft er geen controle over.
Stress door plasangst kan ertoe leiden dat de spieren van de blaas zich onnodig aanspannen. Er wordt een prikkeling ervaren alsof de men moet plassen terwijl de blaas nog niet helemaal vol is. Plassen lukt dan niet. Op deze wijze wordt de angst om te plassen vergroot en komt men in een neerwaartse spiraal terecht.
Ernstige gevallen kunnen het leven van de persoon erg beperken: men wil zich niet meer ver van huis verplaatsen, en soms kan men zelfs niet meer in zijn eigen huis urineren als men hoort dat iemand anders aanwezig is. Het kan voor de patiënt ook erg moeilijk zijn om deel te nemen aan drug- of dopingtesten als er niets speciaals voorzien wordt. In het Verenigd Koninkrijk heeft de patiënt het recht om een dergelijke voorziening te vragen.
Paruresis komt niet alleen voor bij mensen. Zo zijn er voorbeelden van katten die niet kunnen plassen wanneer het baasje op vakantie gaat en de kat ergens anders onder is gebracht. Het komt voor dat de kat dermate stress ervaart dat deze niet meer is staat is om te plassen.
Er zijn verschillende strategieën om met paruresis om te gaan:
1. het probleem omzeilen:
  - vermijden van drukke publieke toiletten, of het gebruiken van toiletten die minder druk zijn
  - gebruik van een toiletcabine in plaats van een urinoir
  - de kraan laten lopen of het toilet doortrekken om geluiden te onderdrukken
  - toepassen van de breath-holding technique
2. het probleem behandelen:
  - cognitieve gedragstherapie
  - training met biofeedback
  - angstverminderende medicatie
  - het gebruik van een katheter, hoewel dit eerder de symptomen aanpakt dan de oorzaak.
  - een trainingstherapie, waarbij de patiënt aan een toenemend gebrek aan privacy blootgesteld wordt, bijvoorbeeld in georganiseerde workshops met medepatiënten.